# Parc d'État de Upper Pine Bottom
Le parc d'État de Upper Pine Bottom (Upper Pine Bottom State Park) est un parc d'État de la Pennsylvanie, dans le comté de Lycoming, aux États-Unis.